# Nikita Michailowitsch Murawjow

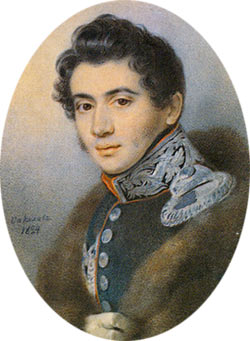
Nikita Murawjow (1824, Porträt von Pjotr Sokolow)

Nikita Michailowitsch Murawjow (russisch Никита Михайлович Муравьёв, * 19. Julijul. / 30. Juli 1796greg. in Sankt Petersburg; † 28. Apriljul. / 10. Mai 1843greg. in Urik, Gouvernement Irkutsk) war ein russischer Dekabrist.

## Leben
Nikita Michailowitsch Murawjow war der Bruder von Alexander Murawjow. Er war Sohn eines Erziehers der Großfürsten Alexander und Konstantin Pawlowitsch (Senator Michail Nikititsch Murawjow), der späteren Regenten von Russland und Polen. Seine Mutter war eine geb. Fürstin Kolokolzewa.
Nach der Erziehung im Elternhaus besuchte er bis Februar 1812 die Universität von Moskau und arbeitete als Kollegialregistrator im Departement des dortigen Justizministeriums. Während des Vaterländischen Krieges meldete er sich freiwillig zum Heer und gehörte 1814 dem Generalstab der Garde an. Im März 1816 wurde er zum Leutnant befördert und war 1817–1818 in Moskau stationiert.
In Erwartung größerer Reformprojekte des Zaren Alexander I. gründete er mit anderen Offizieren der Garde den Bund der wahren und aufrichtigen Soehne des Vaterlandes, später den Rettungsbund und schließlich den Wohlfahrtsbund. Anfänglich patriotisch orientiert entwickelte sich die Organisation bis 1821 zu einem oppositionellen Geheimbund, der sich in den Nord- und Südbund teilte und als Dekabristenbewegung in die Geschichte einging.
Murawjow heiratete am 22. Februar die Fürstin Alexandra Tschernyschew und war Autor einer Konstitution, welche nach erfolgreichem Putsch am 14. Dezember 1825 in Sankt Petersburg durch den Senat verlesen werden sollte. Dazu kam es aber nicht, weil der militärische Aufstand niedergeschlagen wurde. Man verurteilte Nikita Murawjow nach Kategorie I zu 20 Jahren Zwangsarbeit in Sibirien mit anschließender Ansiedlung in Sibirien auf Lebenszeit. Seine Frau Alexandra Murawjowa folgte ihm in die Verbannung und starb dort bereits im November 1832. Sie hinterließ die Töchter Elisabeth (geb. 1824) und Sofia (geb. 1829).
Nach Verbüßung der Zwangsarbeit wurde Nikita Murawjow mit seiner Tochter Sofia, die von den Dekabristen „Nonuschka“ genannt wurde, in Urik angesiedelt. Dort lebte er im Kontakt zur Familie Wolkonski und zu Michail Lunin. Er unterstützte letzteren beim Verfassen von oppositionellen Schriften und starb nach Lunins Verhaftung im Mai 1843.
Nikita Murawjow gilt als eine der herausragenden Gestalten der Dekabristenbewegung.